# Pascal Françaix
Pour les articles homonymes, voir Françaix (homonymie).
 (avril 2022).
Si vous disposez d'ouvrages ou d'articles de référence ou si vous connaissez des sites web de qualité traitant du thème abordé ici, merci de compléter l'article en donnant les références utiles à sa vérifiabilité et en les liant à la section « Notes et références ».
Pascal Françaix, né en 1971 à Somain (Nord), est un écrivain français.

## Biographie
Dès l'âge de dix ans, il rédige nouvelles, contes et poèmes avant de collaborer à divers fanzines voués au cinéma fantastique, sa grande passion.
En 1988, il entre au conservatoire de Lille, section Art dramatique, joue à Paris, puis participe à la création d'une petite troupe théâtrale itinérante qui se produira dans le Nord.
En 1993, le cinéaste Jean Rollin, directeur d'une collection de romans fantastiques au Fleuve noir, lui demande un texte. Ce sera Le Cercueil de chair, premier d'une série de trois romans gothiques, qui sont autant d'hommages à des auteurs tels que Jean Ray, Gérard Prévot, Thomas Owen.
En 1998, il obtient le Prix littéraire au Festival Fantastic'Arts de Gérardmer pour son roman Les Mères noires.
Publié aux Éditions Flammarion, Tamagotchi est un roman intimiste, à la lisière du fantastique, narrant les déchirements d'un vieux couple, dans un décor de corons en ruine et de terrils en friche - un cadre cher à l'auteur.
À partir de 2016, sa cinéphile le pousse à publier des essais sur le cinéma de genre, notamment sur le cinéma d'horreur chez Rouge Profond. Camp ! dont le premier volume a paru chez Marest éditeur est le seul ouvrage consacré au cinéma camp en France. Pascal Françaix a notamment été membre du comité de rédaction de La Septième Obsession et écrit dans Mad Movies.
Il est le frère d'Audrey Françaix, elle aussi écrivaine et cofondatrice des Éditions Octobre (qui ont publié Glückster le Rouge).

## Œuvres

### Romans
- Le Cercueil de Chair (Fleuve Noir)
- Kamarde (Fleuve Noir)
- Laide Mémoire, Florent-Massot, coll. « Poche Revolver Fantastique » no 1, 170 p.  (ISBN 2-908382-31-8).
- Les Mères noires (Denoël - Prix Fantastic’arts Gérardmer 1998)
- Tamagotchi (Flammarion)
- Malou et l’agneau (Terre de Brume)
- Glückster le Rouge (Éditions Octobre)
- Les Cahiers Décharges (Baleine Noire)

### Nouvelles
- Somnambulismes in De minuit à minuit (Fleuve Noir - meilleure nouvelle francophone – Prix Ozone 2001)
- Lorsque l’enfant paraît... in Revue Ténèbres no 2 (1998)
- Le trajet in Revue Ténèbres no 9 (2000)
- Oncle Jules in Revue Imagine no 78 (Conseil des Arts et des Lettres du Québec)

### Dramatiques
- Dernières poses (France Culture)
- Interférences (France Culture)

### Essais
- Torture porn. L'horreur postmoderne, Rouge Profond, 2016
- Teen Horror. De Scream à It Follows, Rouge Profond, 2020
- Camp ! volume 1. Horreur et exploitation, préface de Christophe Bier, Marest éditeur, 2021
- Camp ! volume 2. Pop camp, comédie et film musical, préface de Didier Roth-Bettoni, Marest éditeur, 2022
- Camp ! volume 3. Soap Opera et Camp Gay, préface de Jean-Pierre Bouyxou, Marest éditeur, 2023